# Macaranga truncata
Macaranga truncata är en törelväxtart som beskrevs av Jacques Florence. Macaranga truncata ingår i släktet Macaranga och familjen törelväxter. Inga underarter finns listade i Catalogue of Life.